# Llista de monuments de Palau-solità i Plegamans
Llista de monuments de Palau-solità i Plegamans inclosos en l'Inventari del Patrimoni Arquitectònic Català per al municipi de Palau-solità i Plegamans (Vallès Occidental). Inclou els inscrits en el Registre de Béns Culturals d'Interès Nacional (BCIN) amb la classificació de monuments històrics i els Béns Culturals d'Interès Local (BCIL) de caràcter arquitectònic.
| Monument                                                           | Protecció    | Estil/època                          | Localització                                                                           | Coordenades                                          | Codi?         | Imatge |
| ------------------------------------------------------------------ | ------------ | ------------------------------------ | -------------------------------------------------------------------------------------- | ---------------------------------------------------- | ------------- | --- |
| Castell de Plegamans                                               | BCIN 1177-MH | Romànic, gòtic XI-XII, XIV-XV        | Palau-solità i Plegamans Carrer del Castell, 1                                         | 41° 35′ 01″ N, 2° 10′ 57″ E / 41.583535°N,2.182534°E | RI-51-0005582 | Castell de Plegamans (Palau-solità i Plegamans) · Vegeu més fotos d'aquest monument · Carregueu una nova foto d'aquest monument                               |
| Capella Santa Magdalena o Comanda de Palau                         | BCIN 1178-MH | Romànic XII                          | Palau-solità i Plegamans Camí de Santa Magdalena                                       | 41° 34′ 33″ N, 2° 10′ 23″ E / 41.575700°N,2.172935°E | RI-51-0005583 | Capella Santa Magdalena (Palau-solità i Plegamans) · Vegeu més fotos d'aquest monument · Carregueu una nova foto d'aquest monument                            |
| Escut del llinatge Falguera, o Folguera, a Can Falguera            | BCIN 3907-MH | Obra popular XVII-XIX                | Palau-solità i Plegamans Carrer de Can Mas, 1-3                                        | 41° 35′ 47″ N, 2° 11′ 23″ E / 41.596268°N,2.189702°E | RI-51-0012058 | Vegeu més fotos d'aquest monument · Carregueu una nova foto d'aquest monument                                                                                 |
| Escut de la família Plegamans a Ca l'Abundàncies                   | BCIN 3908-MH | Gòtic XIV                            | Palau-solità i Plegamans Carrer del Camí Reial, 126                                    | 41° 35′ 11″ N, 2° 10′ 45″ E / 41.586501°N,2.179087°E | RI-51-0012059 | Escut de la família Plegamans a Ca l'Abundàncies (Palau-solità i Plegamans) · Vegeu més fotos d'aquest monument · Carregueu una nova foto d'aquest monument   |
| Església parroquial de Santa Maria de Palau-solità                 | BCIL 1978    | Romànic XII, XIV, XVI                | Palau-solità i Plegamans Pl. de Santa Maria, 2, barri la Sagrera                       | 41° 35′ 05″ N, 2° 10′ 13″ E / 41.584674°N,2.170412°E | IPA-27506     | Església parroquial de Santa Maria de Palau-solità (Palau-solità i Plegamans) · Vegeu més fotos d'aquest monument · Carregueu una nova foto d'aquest monument |
| Església parroquial de Sant Genís de Plegamans                     | BCIL 2015    | Darreres tendències XX               | Palau-solità i Plegamans Pl. de Sant Genís, 1                                          | 41° 35′ 18″ N, 2° 10′ 45″ E / 41.588403°N,2.179243°E | IPA-27512     | Església parroquial de Sant Genís de Plegamans (Palau-solità i Plegamans) · Vegeu més fotos d'aquest monument · Carregueu una nova foto d'aquest monument     |
| Can Salvà o Ca n'Oromí                                             | BCIL 2015    | Noucentisme XX Mitjan                | Palau-solità i Plegamans C. Montjuïc, 76                                               | 41° 35′ 14″ N, 2° 10′ 09″ E / 41.587353°N,2.169045°E | IPA-27513     | Can Salvà (Palau-solità i Plegamans) · Vegeu més fotos d'aquest monument · Carregueu una nova foto d'aquest monument                                          |
| Ca l'Aiguader                                                      | BCIL 1978    | Obra popular XVIII                   | Palau-solità i Plegamans Camí Reial a l'alçada del carrer de Dalt                      | 41° 35′ 49″ N, 2° 10′ 06″ E / 41.597062°N,2.168454°E | IPA-27515     | Ca l'Aiguader (Palau-solità i Plegamans) · Vegeu més fotos d'aquest monument · Carregueu una nova foto d'aquest monument                                      |
| Can Cortès                                                         | BCIL 1978    | Obra popular XVII                    | Palau-solità i Plegamans Camí Reial, 56                                                | 41° 35′ 02″ N, 2° 10′ 46″ E / 41.583928°N,2.179467°E | IPA-27516     | Can Cortès (Palau-solità i Plegamans) · Vegeu més fotos d'aquest monument · Carregueu una nova foto d'aquest monument                                         |
| Escoles Nacionals de la Carrerada, CEIP Josep Maria Folch i Torres | BCIL 1978    | Racionalisme XX Mitjan               | Palau-solità i Plegamans Pg. de la Carrerada - rbla. Mestre Pere Pou                   | 41° 35′ 11″ N, 2° 10′ 42″ E / 41.586271°N,2.178286°E | IPA-27518     | Escoles Nacionals de la Carrerada (Palau-solità i Plegamans) · Vegeu més fotos d'aquest monument · Carregueu una nova foto d'aquest monument                  |
| Can Duran, Masia Duran                                             | BCIL 1978    | Modernisme, gòtic tardà XX Inici, XV | Palau-solità i Plegamans Ctra. de Sentmenat                                            | 41° 35′ 20″ N, 2° 09′ 42″ E / 41.58898°N,2.161791°E  | IPA-27519     | Vegeu més fotos d'aquest monument · Carregueu una nova foto d'aquest monument                                                                                 |
| Cementiri de Palau-solità                                          | BCIL 2015    | Eclecticisme XX                      | Palau-solità i Plegamans Ctra. de Sentmenat                                            | 41° 35′ 15″ N, 2° 09′ 35″ E / 41.58751°N,2.1598°E    | IPA-27521     | Cementiri de Palau-solità (Palau-solità i Plegamans) · Vegeu més fotos d'aquest monument · Carregueu una nova foto d'aquest monument                          |
| Can Sords, Sorts o Sors                                            | BCIL 2015    | Obra popular XIX                     | Palau-solità i Plegamans Ctra. de Sentmenat                                            | 41° 35′ 26″ N, 2° 09′ 38″ E / 41.590665°N,2.160617°E | IPA-27522     | Can Sords (Palau-solità i Plegamans) · Vegeu més fotos d'aquest monument · Carregueu una nova foto d'aquest monument                                          |
| Can Riera                                                          | BCIL 1978    | Obra popular XVI                     | Palau-solità i Plegamans Direcció la Sagrera                                           | 41° 34′ 51″ N, 2° 09′ 48″ E / 41.580731°N,2.163229°E | IPA-27523     | Can Riera (Palau-solità i Plegamans) · Vegeu més fotos d'aquest monument · Carregueu una nova foto d'aquest monument                                          |
| Can Ral                                                            | BCIL 1978    | Obra popular XVI                     | Palau-solità i Plegamans Direcció a la Sagrera travessant la riera de Sentmenat        | 41° 34′ 58″ N, 2° 09′ 33″ E / 41.582683°N,2.159197°E | IPA-27525     | Can Ral (Palau-solità i Plegamans) · Vegeu més fotos d'aquest monument · Carregueu una nova foto d'aquest monument                                            |
| Can Padró                                                          | BCIL 1978    | Obra popular XIX, XIV                | Palau-solità i Plegamans                                                               | 41° 35′ 21″ N, 2° 10′ 53″ E / 41.589112°N,2.181417°E | IPA-27527     | Can Padró (Palau-solità i Plegamans) · Vegeu més fotos d'aquest monument · Carregueu una nova foto d'aquest monument                                          |
| Can Gordi o la Granja                                              | BCIL 1978    | Obra popular XV, XIX                 | Palau-solità i Plegamans Camí de la Serra                                              | 41° 35′ 07″ N, 2° 11′ 03″ E / 41.585272°N,2.184137°E | IPA-27528     | Can Gordi (Palau-solità i Plegamans) · Vegeu més fotos d'aquest monument · Carregueu una nova foto d'aquest monument                                          |
| Can Maiol                                                          | BCIL 1978    | Obra popular XVIII                   | Palau-solità i Plegamans Ctra. B-143, km 5-6, la Serra                                 | 41° 34′ 19″ N, 2° 11′ 01″ E / 41.571879°N,2.183662°E | IPA-27531     | Can Maiol (Palau-solità i Plegamans) · Vegeu més fotos d'aquest monument · Carregueu una nova foto d'aquest monument                                          |
| Can Grau                                                           |              | Obra popular XV                      | Palau-solità i Plegamans Ctra. Mollet-Caldes, km 4, la Serra                           | 41° 33′ 35″ N, 2° 10′ 42″ E / 41.559763°N,2.178358°E | IPA-27532     | Can Grau (Palau-solità i Plegamans) · Vegeu més fotos d'aquest monument · Carregueu una nova foto d'aquest monument                                           |
| Masia Forn del Vidre i capella                                     | BCIL 2015    | Obra popular XV                      | Palau-solità i Plegamans Ctra. B-143 de Palau-solità i Plegamans a Caldes              | 41° 35′ 58″ N, 2° 10′ 44″ E / 41.599407°N,2.178803°E | IPA-27533     | Masia Forn del Vidre (Palau-solità i Plegamans) · Vegeu més fotos d'aquest monument · Carregueu una nova foto d'aquest monument                               |
| Can Falguera                                                       |              | Obra popular XIV, XIX                | Palau-solità i Plegamans C. Major - c. Drecera - c. Can Mas, Urbanització Can Falguera | 41° 35′ 47″ N, 2° 11′ 23″ E / 41.596268°N,2.189702°E | IPA-27534     | Can Falguera (Palau-solità i Plegamans) · Vegeu més fotos d'aquest monument · Carregueu una nova foto d'aquest monument                                       |
| Can Puig-oriol                                                     | BCIL 2015    | Obra popular XV                      | Palau-solità i Plegamans Ctra. B-143, km 8,4                                           | 41° 35′ 58″ N, 2° 11′ 00″ E / 41.599538°N,2.183361°E | IPA-27537     | Carregueu una nova foto d'aquest monument |
| Can Cladelles                                                      | BCIL 1978    | Obra popular XV                      | Palau-solità i Plegamans C. Sta. Magdalena, 8, la Sagrera                              | 41° 34′ 56″ N, 2° 10′ 10″ E / 41.582111°N,2.169583°E | IPA-27541     | Can Cladelles (Palau-solità i Plegamans) · Vegeu més fotos d'aquest monument · Carregueu una nova foto d'aquest monument                                      |
| Can Carreter, Ca l'Abundàncies, Ca l'Abundància, Ca Bundàncies     | BCIL 2015    | Obra popular XV                      | Palau-solità i Plegamans Camí Reial, 126                                               | 41° 35′ 11″ N, 2° 10′ 45″ E / 41.586501°N,2.179087°E | IPA-27543     | Can Carreter (Palau-solità i Plegamans) · Vegeu més fotos d'aquest monument · Carregueu una nova foto d'aquest monument                                       |
| Can Cerdà                                                          | BCIL 2015    | Obra popular XV                      | Palau-solità i Plegamans Passat el km 6 direcció a Caldes                              | 41° 34′ 34″ N, 2° 11′ 29″ E / 41.576249°N,2.191488°E | IPA-27545     | Can Cerdà (Palau-solità i Plegamans) · Vegeu més fotos d'aquest monument · Carregueu una nova foto d'aquest monument                                          |
| Carrer de Dalt                                                     |              | Obra popular                         | Palau-solità i Plegamans C. de Dalt                                                    | 41° 35′ 49″ N, 2° 10′ 43″ E / 41.59708°N,2.17869°E   | IPA-27546     | Carrer de Dalt (Palau-solità i Plegamans) · Vegeu més fotos d'aquest monument · Carregueu una nova foto d'aquest monument                                     |
| Ca n'Arimon                                                        | BCIL 2015    | Obra popular XV, XIX                 | Palau-solità i Plegamans Passat el km 6 al camí de Can Cerdà en direcció a Caldes      | 41° 34′ 50″ N, 2° 11′ 25″ E / 41.580474°N,2.190223°E | IPA-27547     | Ca n'Arimon (Palau-solità i Plegamans) · Vegeu més fotos d'aquest monument · Carregueu una nova foto d'aquest monument                                        |
| Casa Luján o Los Cipreses                                          | BCIL 2015    | Darreres tendències XX Mitjan        | Palau-solità i Plegamans Av. Catalunya                                                 | 41° 34′ 39″ N, 2° 10′ 53″ E / 41.577376°N,2.18141°E  | IPA-27548     | Carregueu una nova foto d'aquest monument |
| Capella de Sant Genís, antic conjunt parroquial de Plegamans       | BCIL 2015    | Romànic XI                           | Palau-solità i Plegamans Camí de la Serra, al costat de Can Gordi                      | 41° 35′ 08″ N, 2° 11′ 02″ E / 41.585527°N,2.183977°E | IPA-32521     | Capella de Sant Genís (Palau-solità i Plegamans) · Vegeu més fotos d'aquest monument · Carregueu una nova foto d'aquest monument                              |
| Can Boada Vell                                                     |              | Obra popular X                       | Palau-solità i Plegamans Camí Reial, davant del parc de l'Hostal del Fum               | 41° 33′ 59″ N, 2° 10′ 39″ E / 41.56627°N,2.17758°E   | IPA-32706     | Can Boada Vell (Palau-solità i Plegamans) · Vegeu més fotos d'aquest monument · Carregueu una nova foto d'aquest monument                                     |
| Can Malla                                                          |              | Obra popular XVIII                   | Palau-solità i Plegamans C. de Dalt, 1                                                 | 41° 35′ 42″ N, 2° 10′ 47″ E / 41.595063°N,2.179686°E | IPA-32710     | Can Malla (Palau-solità i Plegamans) · Vegeu més fotos d'aquest monument · Carregueu una nova foto d'aquest monument                                          |
| Can Torrents                                                       |              | Obra popular XVIII                   | Palau-solità i Plegamans                                                               | 41° 35′ 25″ N, 2° 11′ 05″ E / 41.590288°N,2.184666°E | IPA-32711     | Vegeu més fotos d'aquest monument · Carregueu una nova foto d'aquest monument                                                                                 |
| Masia de l'Hostal del Fum                                          |              | Obra popular                         | Palau-solità i Plegamans Camí Reial                                                    | 41° 33′ 43″ N, 2° 10′ 33″ E / 41.561970°N,2.175896°E | IPA-32712     | Masia de l'Hostal del Fum (Palau-solità i Plegamans) · Vegeu més fotos d'aquest monument · Carregueu una nova foto d'aquest monument                          |
| Can Boter                                                          |              | Obra popular                         | Palau-solità i Plegamans C. Sant Lluís, 5                                              | 41° 35′ 14″ N, 2° 10′ 50″ E / 41.587107°N,2.180615°E | IPA-32738     | Can Boter (Palau-solità i Plegamans) · Vegeu més fotos d'aquest monument · Carregueu una nova foto d'aquest monument                                          |
| Can Planes                                                         |              | Obra popular XVIII                   | Palau-solità i Plegamans A la vora de la carretera principal                           | 41° 33′ 52″ N, 2° 11′ 03″ E / 41.564398°N,2.184128°E | IPA-32772     | Can Planes (Palau-solità i Plegamans) · Vegeu més fotos d'aquest monument · Carregueu una nova foto d'aquest monument                                         |
| Can Valls                                                          | BCIL 2015    | Obra popular XVIII                   | Palau-solità i Plegamans Av. dels Països Catalans                                      | 41° 34′ 03″ N, 2° 09′ 35″ E / 41.567384°N,2.159779°E | IPA-32778     | Carregueu una nova foto d'aquest monument |
| Casa de Josep Maria Folch i Torres i torre annexa                  | BCIL 2008    | Noucentisme XX                       | Palau-solità i Plegamans Av. Catalunya, 182                                            | 41° 35′ 07″ N, 2° 10′ 51″ E / 41.585192°N,2.180764°E | IPA-32782     | Casa de Josep Maria Folch i Torres i torre annexa (Palau-solità i Plegamans) · Vegeu més fotos d'aquest monument · Carregueu una nova foto d'aquest monument  |
| Font de Sant Roc                                                   |              | Obra popular                         | Palau-solità i Plegamans Camí de Can Tarragona                                         | 41° 35′ 42″ N, 2° 10′ 16″ E / 41.59512°N,2.1711°E    | IPA-32783     | Carregueu una nova foto d'aquest monument |
| Ca n'Estudis                                                       | BCIL 1978    | Modernisme XX                        | Palau-solità i Plegamans Av. Catalunya, 205                                            | 41° 35′ 09″ N, 2° 10′ 47″ E / 41.585903°N,2.179778°E | IPA-32786     | Ca n'Estudis (Palau-solità i Plegamans) · Vegeu més fotos d'aquest monument · Carregueu una nova foto d'aquest monument                                       |
| Sindicat                                                           | BCIL 2015    | Noucentisme XX                       | Palau-solità i Plegamans C. Anselm Clavé, 17                                           | 41° 35′ 14″ N, 2° 10′ 46″ E / 41.587315°N,2.179532°E | IPA-32800     | Sindicat (Palau-solità i Plegamans) · Vegeu més fotos d'aquest monument · Carregueu una nova foto d'aquest monument                                           |
| El Molí                                                            |              | Obra popular                         | Palau-solità i Plegamans Camí del Molí, 46                                             | 41° 35′ 27″ N, 2° 10′ 33″ E / 41.590919°N,2.175815°E | IPA-32801     | El Molí (Palau-solità i Plegamans) · Vegeu més fotos d'aquest monument · Carregueu una nova foto d'aquest monument                                            |
| Xemeneia de la bòbila de Can Duran                                 |              | Obra popular XIX Final               | Palau-solità i Plegamans                                                               | 41° 35′ 12″ N, 2° 09′ 45″ E / 41.586787°N,2.162515°E | IPA-32802     | Xemeneia de la bòbila de Can Duran (Palau-solità i Plegamans) · Vegeu més fotos d'aquest monument · Carregueu una nova foto d'aquest monument                 |
| Can Duran, casa modernista                                         | BCIL 2015    | Modernisme XX                        | Palau-solità i Plegamans Ctra. de Sentmenat davant del cementiri de Palau-solità       | 41° 35′ 21″ N, 2° 09′ 43″ E / 41.58903°N,2.16188°E   | IPA-46136     | Carregueu una nova foto d'aquest monument |